# Tag der Bibliotheken
Der Tag der Bibliotheken wurde in Deutschland am 24. Oktober 1995 unter der Schirmherrschaft Richard von Weizsäckers ausgerufen. Seitdem machen an diesem Tag die Bibliotheken in ganz Deutschland und seit 2009 auch in Südtirol mit besonderen Aktivitäten und Veranstaltungen auf ihre Rolle als Wissensspeicher, Informationsvermittler und kulturelle Einrichtung aufmerksam.
Der 24. Oktober erinnert an das Gründungsdatum der Vaterländischen Bürger-Bibliothek, die vom königlich-sächsischen Rentamtmann Karl Benjamin Preusker (1786–1871) am 24. Oktober 1828 in Großenhain als Schulbibliothek für Lehrer, Schüler und den „gewerblichen Bürgerstand“ eingerichtet wurde. Als Stadtbibliothek zu Hain erfolgte die Erweiterung 1832 nach Preuskers Plänen zur ersten deutschen Bürgerbibliothek.
An diesem Tag wird seit 1996 alljährlich auch die Karl-Preusker-Medaille als ideelle Auszeichnung an Personen und Institutionen verliehen, die den Kulturauftrag des Bibliothekswesens wirkungsvoll fördern und sich auf dem Gebiet der Literatur, des Verlagswesens, des Buchhandels, der öffentlichen Bibliotheken ausgezeichnet haben.
Weiterhin verleiht der Deutsche Bibliotheksverband an diesem Tag den Preis „Bibliothek des Jahres“, der beispielhafte und vorbildliche Bibliotheksarbeit würdigt.
Die katholischen Pfarrbibliotheken in Deutschland und seltener in Österreich begehen hingegen den Sonntag nach dem 4. November als Borromäussonntag, benannt nach dem heiligen Karl Borromäus. An diesem Tag sollen die Priester die Gläubigen auf die örtlichen Pfarrbüchereien hinweisen und für das „gute Buch“ werben. Heute wird der Borromäussonntag üblicherweise als Buchsonntag bezeichnet.